# Pellona dayi
Pellona dayi är en fiskart som beskrevs av Wongratana, 1983. Pellona dayi ingår i släktet Pellona och familjen Pristigasteridae. Inga underarter finns listade i Catalogue of Life.